# Rue Ravignan
Pour les articles homonymes, voir Ravignan.
La rue Ravignan située dans le 18e arrondissement de Paris, en France est l'une des plus anciennes de la butte Montmartre.

## Situation et accès
Ce site est desservi par la station de métro Abbesses.

## Origine du nom

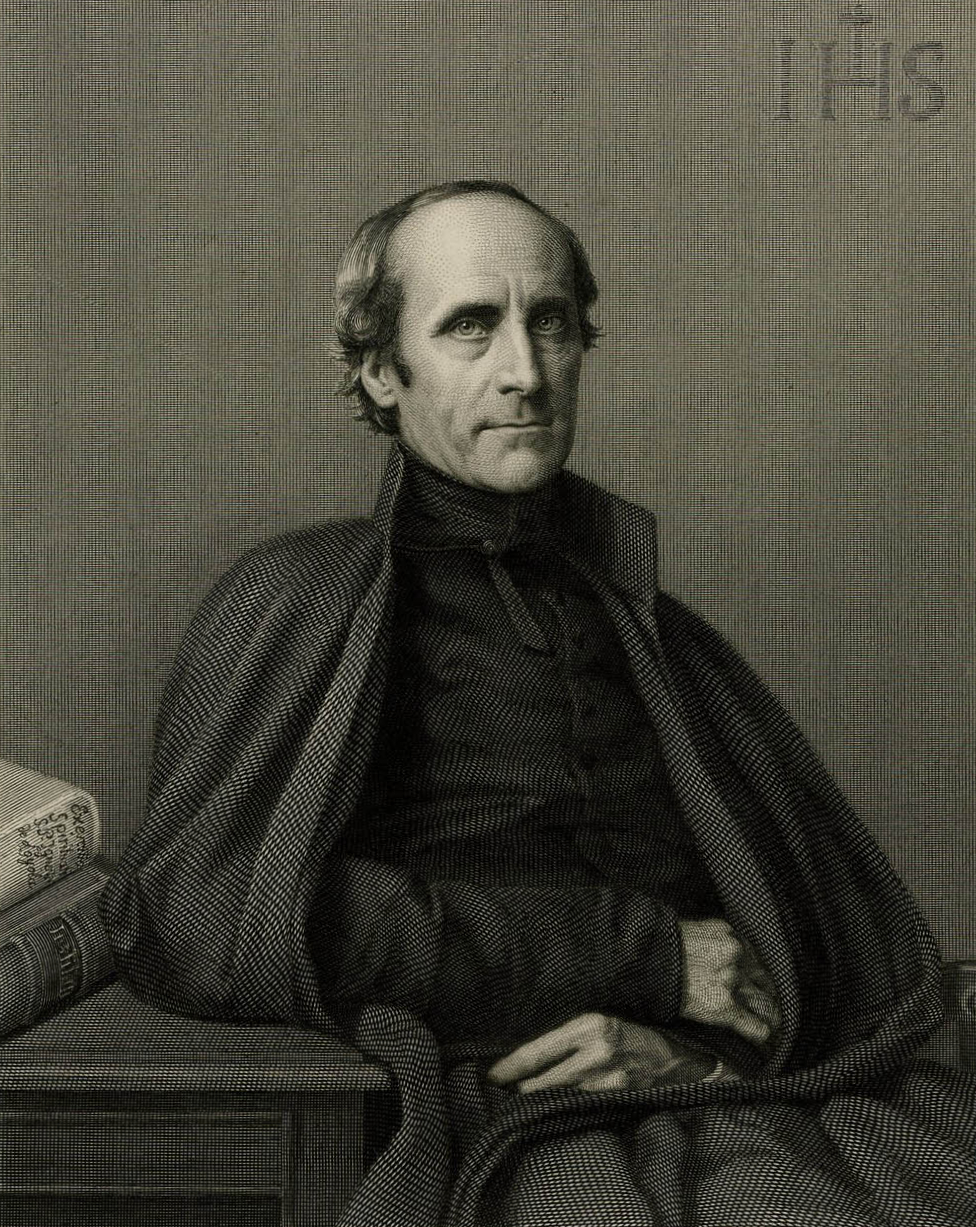
Xavier de Ravignan.

Elle porte le nom du père jésuite Xavier de Ravignan (1795-1858) qui donna les Conférences de Carême à Notre-Dame de 1837 à 1846.

## Historique
Elle provient d'un chemin du XIVe siècle, le « chemin Sacalie », du nom d'un lieu-dit, qui conduisait de Paris au village de Montmartre. Devenu carrossable, il connut un trafic si important qu'il fallut le paver en 1646, puis à nouveau le repaver et l'élargir en 1675.
Au moment de la Révolution, on le nommait déjà le « Vieux-Chemin », puis la « rue du Vieux-Chemin-de-Paris ». Elle était plus pentue qu’aujourd’hui et était bordée, sur le côté droit en montant, d’un ravin. Pour éviter des accidents, des arbres furent plantés entre lesquels des rochers furent posés. Elle reçut, vers 1867, son nom actuel.
Napoléon Ier décide, un jour de l’année 1809, de se rendre au sommet de la butte pour voir le télégraphe Chappe qui est installé sur le chevet de l’église Saint-Pierre de Montmartre. Pour ce faire, il emprunte le « Vieux-Chemin », actuelle « rue Ravignan ». Celui-ci est en très mauvais état. L'Empereur doit descendre de cheval à la hauteur de l'actuelle place Émile-Goudeau. Après avoir attaché sa monture, il poursuit son ascension à pied. Reçu à l'église par le curé, celui-ci ne manque pas de lui signaler qu'il serait utile de doubler le « Vieux-Chemin » par une bonne route praticable par tous les temps et ayant une pente moins accentuée,. L’Empereur lui promet de lui donner satisfaction. Il créera la rue Lepic qui gravit la butte en lacets.
Elle est modifiée en 1846 et 1859, classée dans la voirie parisienne par un décret du 23 mai 1863. Elle prend la dénomination de « rue Ravignan » par un décret du 27 février 1867 avant d'être considérablement réduite, par un décret du 11 août de la même année, de toute la partie située entre les rues Gabrielle et Norvins, du côté de l'ancien réservoir.

### Vues de la rue
|                                                                                              |  |  |
| En descendant de la place Émile-Goudeau (à gauche) puis vers la rue des Abbesses (à droite). |  |  |

## Bâtiments remarquables et lieux de mémoire
- Au no 7, habitait l'écrivain Max Jacob, vers 1906. C'est là qu’il vit, dans l’après-midi du 22 septembre 1909, l’image du Christ lui apparaître sur un mur, ce qui fut la première étape de sa conversion au catholicisme.
- Au no 8, vécut le comte de Guadella.
- Au n° 11, le Tim Hôtel, a succédé au Grand Hôtel Goudeau qui servit de point de chute à l'écrivain résistant Roger Vailland durant la Seconde guerre mondiale[5].
- Au no 13, séjourna Edmond-Marie Poullain, peintre et graveur, au-dessus du Bateau-Lavoir.
- Au no 13, a habité en 1911 le poète Pierre Reverdy.
- Le n° 13 ter est construit à l'emplacement de l'ancien Tivoli où l'écrivain et humaniste Alphonse Karr vécut jusqu'au coup d'état de Napoléon III, en 1851[5].
- Au n° 13 ter, le caricaturiste Paul Gavarni loua un ancien vestiaire du Tivoli désaffecté et quelques années plus tard, il put se permettre de changer d'étage et de louer un appartement voisin de celui d'Aphonse Karr[5].
- Au no 15, résidèrent à partir de 1917 les acteurs Pierre Fresnay et Rachel Berendt, puis à partir de 1923 jusqu'en 1938 le pianiste Arthur Rubinstein[5].
- Au n° 18, vécut le compositeur d'opérette Francis Lopez[5].
- Le physicien Paul Langevin était né au Bateau-Lavoir en 1872. Il habitait rue Ravignan avec ses parents.

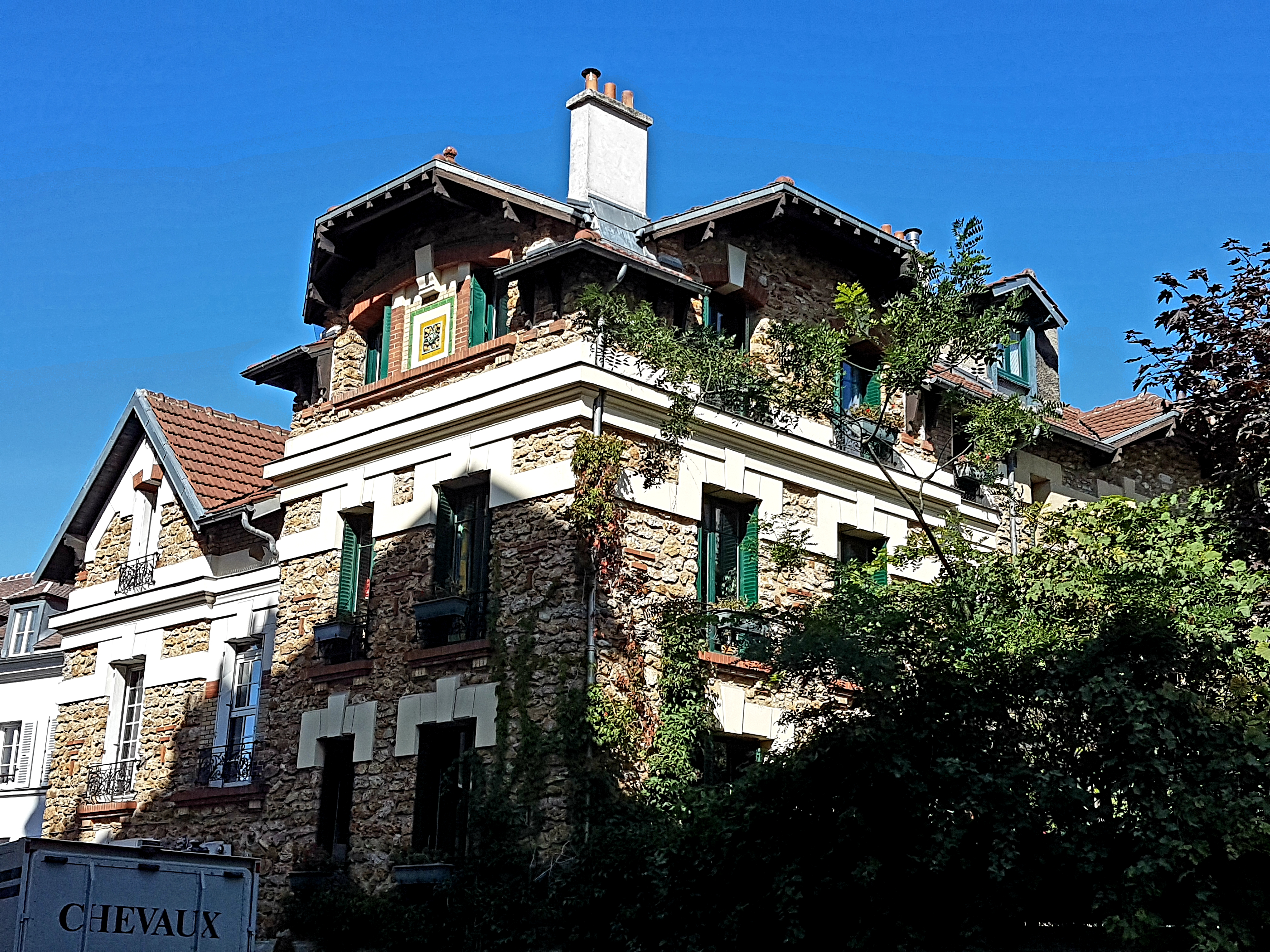
19, rue Ravignan.
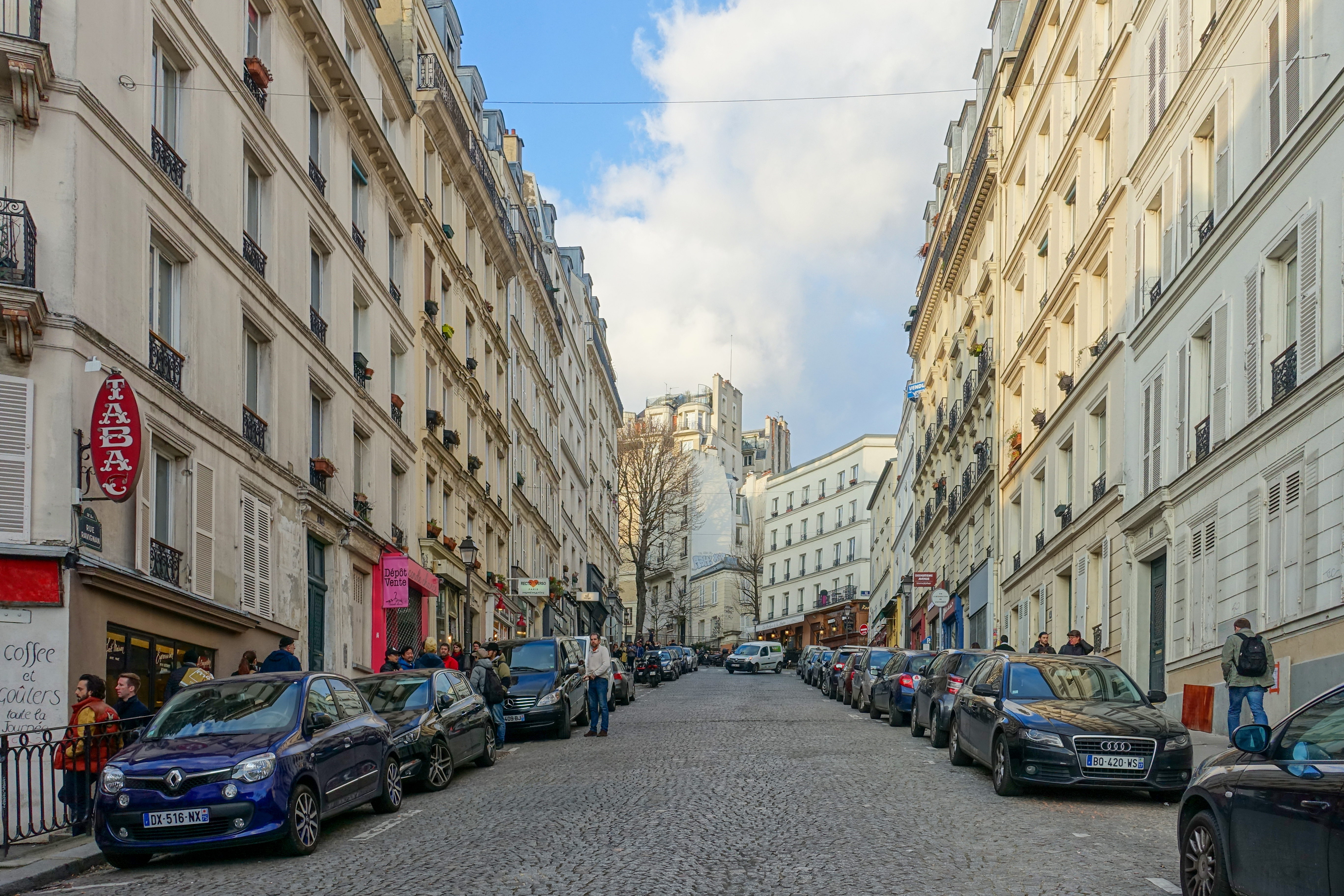
Vue plongeante sur la rue.
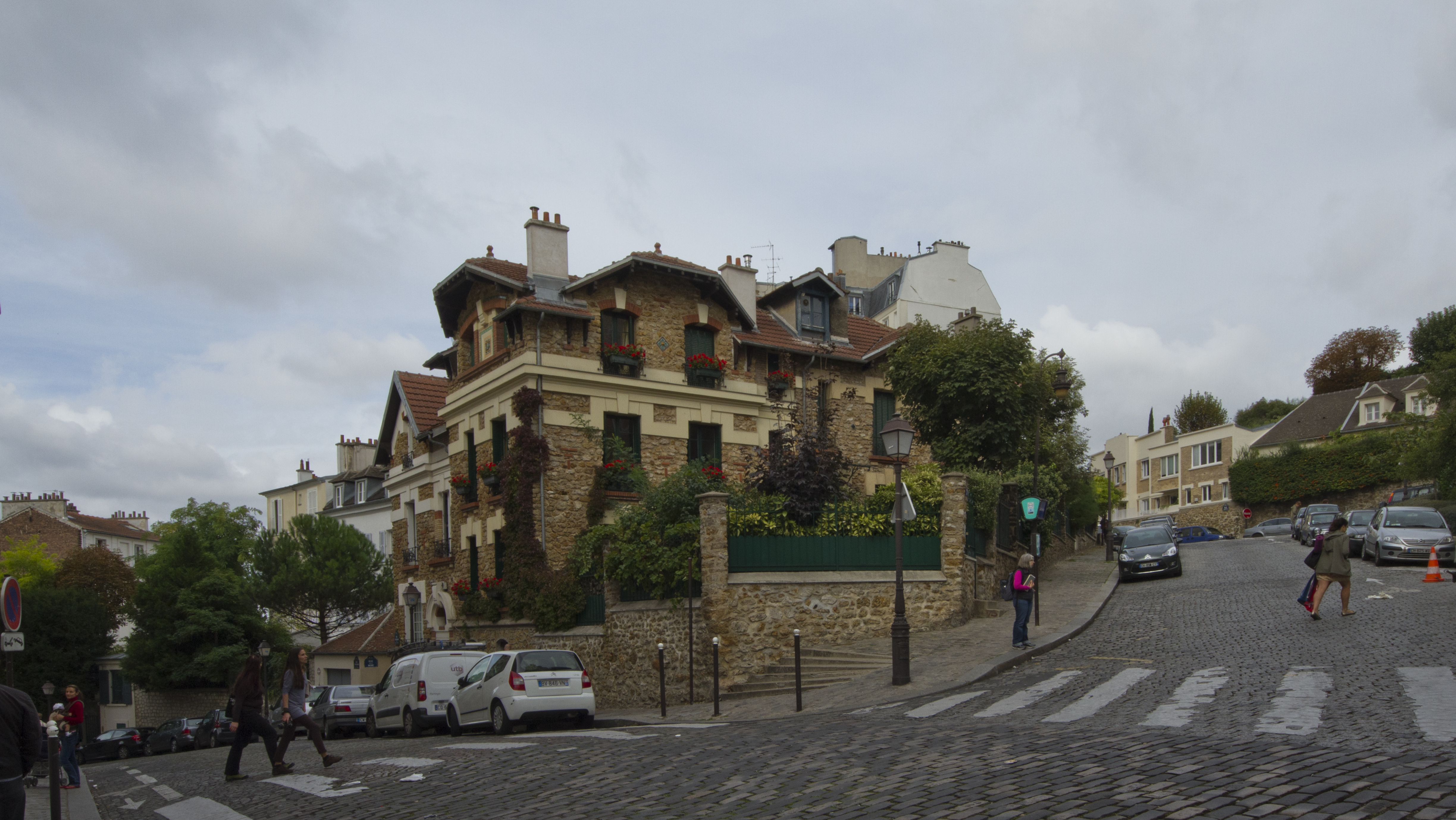
Montée sur le 19 de la rue.
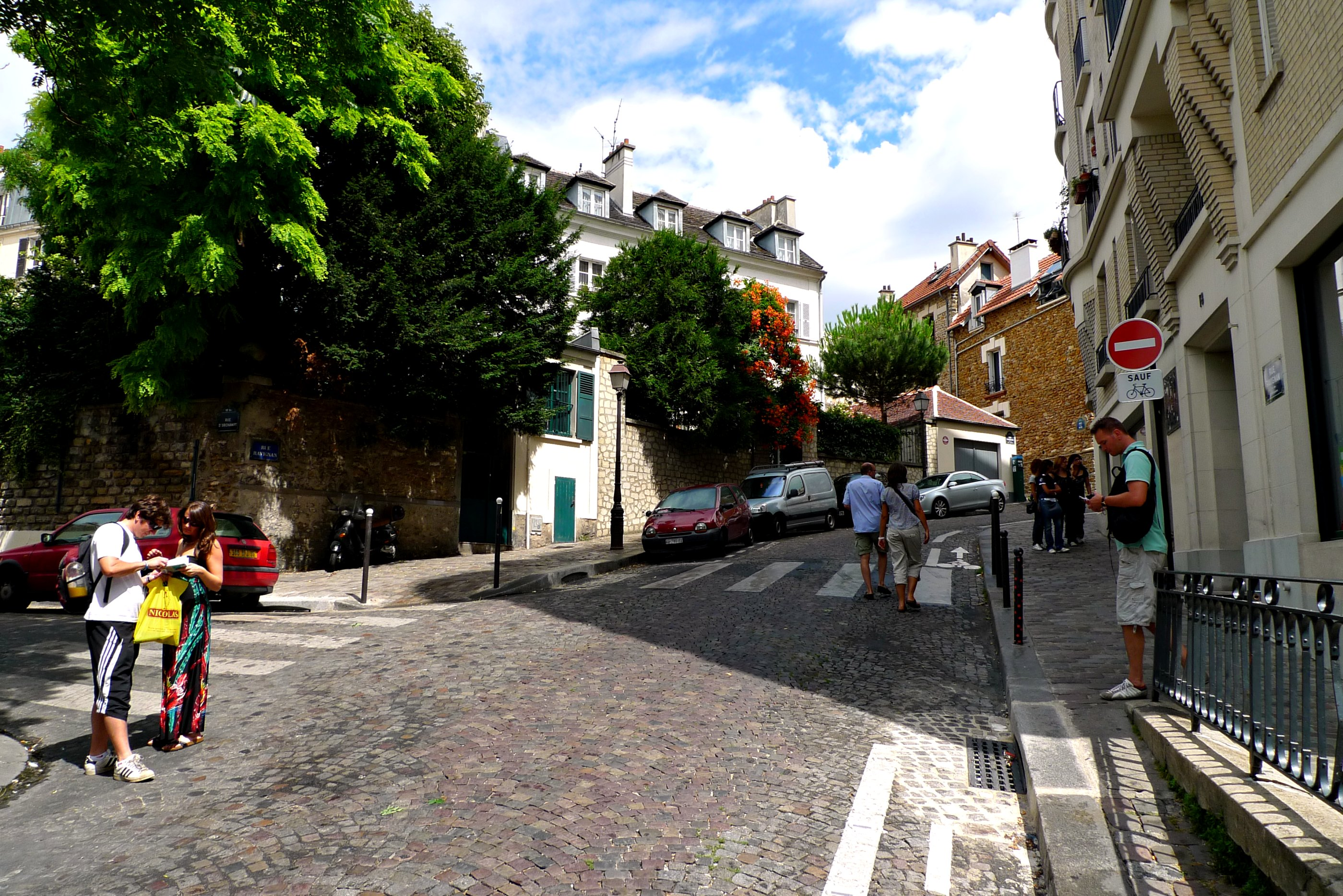
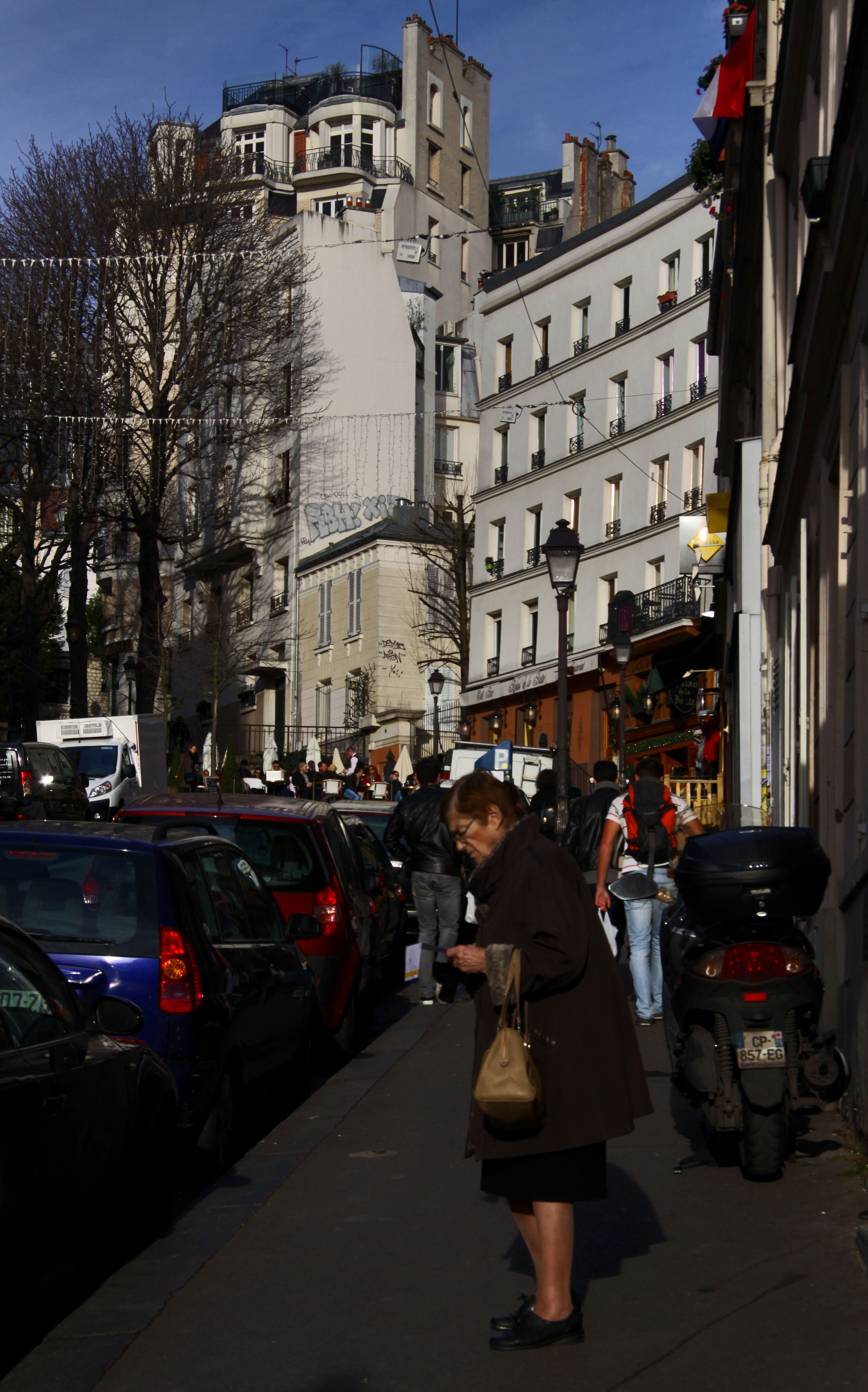

En 1914 le marchand Paul Guillaume nous un atelier sans cette rue pour le peintre Amedeo Modigliani

## La rue Ravignan dans la fiction
- Denis Guedj situe rue Ravignan le cœur de l'action de son Théorème du Perroquet, paru en 1998[6]. Les personnages principaux y habitent, autour de la librairie (fictive) Les Mille et Une Feuilles, et ils essayent d'y résoudre les « trois problèmes de la rue Ravignan ».
- Jacques Tardi place le domicile du professeur Dieuleveult, des Aventures extraordinaires d'Adèle Blanc-Sec, au 19, rue Ravignan.
- Pierre Mac Orlan, au début de son roman Le Quai des Brumes, fait se promener Jean Rabe dans la rue Ravignan.

## Au cinéma

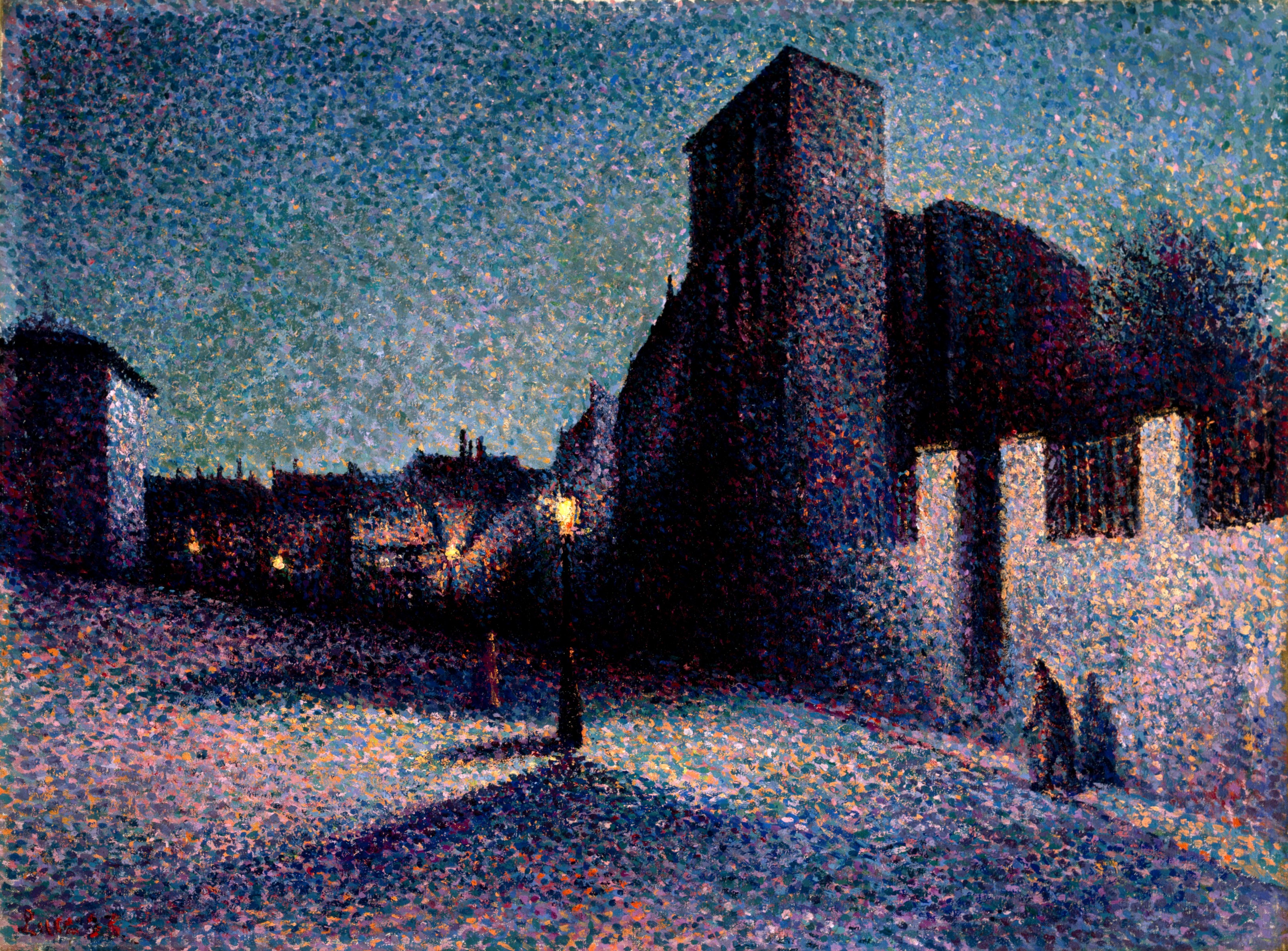
Rue Ravignan, Maximilien Luce, 1893 - Museum of Fine Arts, Houston (États-Unis)

La rue Ravignan est utilisée dans plusieurs films de cinéma ou de télévision :
- 1931 : La Chienne de Jean Renoir, avec Michel Simon.
- 1953 : Leur dernière nuit de Georges Lacombe, avec Jean Gabin et Madeleine Robinson.
- 1954 : Papa, maman, la Bonne et moi de Jean-Paul Le Chanois, avec Robert Lamoureux.
- 1955 : Papa, maman, ma femme et moi de Jean-Paul Le Chanois, avec Robert Lamoureux.
- 1963 : Peau de banane de Marcel Ophüls, avec Jean-Paul Belmondo.
- 1977 : L'Animal de Claude Zidi, avec Jean-Paul Belmondo.
- 2008 : Faubourg 36 de Christophe Barratier, avec Gérard Jugnot
- 2013 : L'Escalier de fer de Denis Malleval (téléfilm), avec Laurent Gerra.